# Albert Krebs (Sozialwissenschaftler)
Albert Krebs (* 7. Oktober 1897 in Frankfurt am Main; † 2. Dezember 1992 in Oberursel (Taunus)) war ein deutscher Ministerialrat, Sozialpädagoge und Strafvollzugsreformer. Er hat von 1945 bis 1965 als Leiter der Strafvollzugsabteilung des hessischen Justizministeriums den Wiederaufbau des Strafvollzugs in Hessen nach dem Zweiten Weltkrieg entscheidend mitgestaltet und den Strafvollzug in der Bundesrepublik Deutschland in seiner heutigen Form mitgeprägt.

## Leben und Wirken
Albert Krebs, Sohn eines evangelischen Pfarrers, wuchs in Hausen (Frankfurt am Main) auf. In jungen Jahren schloss er sich der Jugendbewegung „Wandervogel“ an. Er war als Soldat im Ersten Weltkrieg. Dort begann seine Freundschaft zu Adolf Reichwein, der 1944 als Widerständler hingerichtet wurde. Nach dem Krieg studierte er Geschichte, Deutsch und Fürsorgewesen und promovierte 1921 zum Dr. phil.
1923 begann er seine Tätigkeit im Thüringischen Strafvollzug, 1928 wurde er Direktor der Landesstrafanstalt Untermaßfeld. In seiner Zeit als Anstaltsleiter engagierte er sich für eine Reform des Strafvollzuges.
1933 wurde Albert Krebs durch die Nationalsozialisten aus dem thüringischen Staatsdienst entlassen. Er fand eine Anstellung als Bibliothekar an der Deutschen Gold- und Silberscheideanstalt, DEGUSSA, in Frankfurt am Main, wo er bis zum Zusammenbruch des Dritten Reiches im Jahr 1945 tätig blieb.
1945 wurde Albert Krebs als Leiter der Abteilung Strafvollzug im Hessischen Justizministerium in Wiesbaden berufen. Dort war er zunächst für den Wiederaufbau des hessischen Strafvollzugs verantwortlich. In seine insgesamt 20-jährige Wirkungszeit fallen einige bedeutsame Reformen, z. B.
- die Einrichtung des ersten Freigängerhauses für junge Gefangene 1953 in Groß-Gerau,
- die Einführung des offenen Strafvollzugs mit dem Bau des 1959 fertiggestellten „Gustav-Radbruch-Hauses“ als offene Strafanstalt für Männer,
- die Gründung eines nach H. B. Wagnitz benannten Ausbildungsseminars für Vollzugsbedienstete des Landes Hessen, zunächst in Rockenberg, dann später als zentrale Aus- und Fortbildungsstätte des Landes Hessen in Wiesbaden dem H.B.-Wagnitz-Seminar.

Zugleich war Albert Krebs u. a. Mitglied bzw. Sachverständiger des Strafvollzugsausschusses der Länder (ab 1951 als Vertreter für das Land Hessen) und der Strafvollzugskommission des Deutschen Bundestages zur Vorbereitung des 1977 verabschiedeten Strafvollzugsgesetzes.
Seine demokratische und humanitäre Gesinnung, seine Reformgedanken und sein geschichtliches Interesse schlugen sich auch in seinem wissenschaftlichen Wirken nieder. 1950 war er Mitbegründer der "Zeitschrift für Strafvollzug" (heute "Forum Strafvollzug"), deren Schriftleitung er 1952 bis 1970 innehatte und in der er Aufsätze veröffentlichte. 1950 erhielt Albert Krebs einen Lehrauftrag für Gefängniskunde und Kriminologie an der Universität Marburg. Dort wurde er 1956 von der Rechts- und Staatswissenschaftlichen Fakultät zum Honorarprofessor benannt. 1987 verlieh ihm der Fachbereich Gesellschaftswissenschaften der Bergischen Universität Wuppertal die Würde eines Ehrendoktors der Sozialwissenschaften. Auslandsstudienreisen und Teilnahme an internationalen Kongressen dienten dem wissenschaftlichen Austausch auch über die nationalen Grenzen hinaus.

## Ehrungen
- 1965: Großes Bundesverdienstkreuz
- 1986: Wilhelm-Leuschner-Medaille
- 1987: Verleihung der Ehrendoktorwürde der Sozialwissenschaften der Bergischen Universität Wuppertal
- 1989: Ehrenmitgliedschaft in der Bundesvereinigung der Anstaltsleiter und Anstaltsleiterinnen im Justizvollzug

## Albert-Krebs-Bibliothek
Albert Krebs hat im Laufe seines beruflichen Lebens eine Büchersammlung deutscher wie auch internationaler Literatur um das Thema Strafvollzug aufgebaut. Angereichert durch vollzugshistorisch interessante Publikationen aus anderen Quellen, z. B. aus dem Nachlass des mit ihm freundschaftlich verbundenen Strafvollzugswissenschaftlers Heinz Szkibik, ist diese Sammlung als Albert-Krebs-Bibliothek im H.B.-Wagnitz-Seminar in Wiesbaden aufgestellt. Die Sammlung wird vom Förderkreis für Strafvollzugsforschung und Straffälligenhilfe e.V. gepflegt und ist über die kriminologische Bibliographie KrimDok des Fachinformationsdienstes Kriminologie an der Universität Tübingen recherchierbar.

## Schriften (Auswahl)
- Der Erziehungsbeamte in der Strafanstalt. Frankfurt a. M. 1928
- Die Selbstverwaltung Gefangener in der Strafanstalt. In: Monatsschrift für Kriminalpsychologie und Strafrechtsreform (19/1928), S. 152–164.
- Landesstrafanstalt in Untermassfeld. Wesen, Organisation und Grenzen des Vollzugs. In: Lothar Frede (Hrsg.). Gefängnisse in Thüringen. Berichte über die Reform des Strafvollzugs. Weimar 1930, S. 69–82.
- Die ersten 25 Jahre der Zeitschrift für Strafvollzug: Zur Geschichte des Gefängniswesens in Deutschland seit 1945. Zeitschrift für Strafvollzug und Straffälligenhilfe 1977, S. 1–7.
- John Howards Einfluß auf das Gefängniswesen Europas – vor allem Deutschlands. Zeitschrift für Strafvollzug und Straffälligenhilfe 1978, S. 41–51.
- Freiheitsentzug: Entwicklung von Praxis und Theorie seit der Aufklärung. Berlin 1978.
- Mit Wilfried Huber (Hrsg.). Adolf Reichwein 1898 – 1944: Erinnerungen, Forschungen, Impulse. Paderborn [u. a.] 1981.
- Einige Anmerkungen zu dem literarischen Werk von Heinrich Balthasar Wagnitz über Freiheitsentzug und Gefängniswesen. Zeitschrift für Strafvollzug und Straffälligenhilfe, 41: 1992, S. 9–12.
- Strafvollzug am Vorabend des Dritten Reiches. Zeitschrift für Strafvollzug und Straffälligenhilfe, 42: 1993, S. 11–16.